# Хаиндрава, Георгий Леванович
Георгий Леванович Хаиндрава (груз. გიორგი ლევანის ძე ხაინდრავა; р. 7 июля 1956, Тбилиси) — грузинский политический и общественный деятель, министр Грузии по урегулированию конфликтов в 2004—2006 годах. Режиссёр-документалист.  Лауреат Государственной премии Грузии в области литературы, искусства и архитектуры (1997).

## Биография
Отец — писатель и публицист Леван Хаиндрава, автор девяти книг и пяти романов. Мать — русская. Его брат, Ивлиан Хаиндрава — лидер Республиканской партии Грузии. В 1981 году окончил геологический факультет Тбилисского государственного политехнического института, в 1986 году — Тбилисский государственный театральный институт. В 1988—1992 годах — руководитель документальной киномастерской Грузинского государственного института театра и кино.
В сентябре-декабре 1991 года находился в тюрьме по обвинению в связи с протестами против правительства Звиада Гамсахурдии. После прихода к власти Эдуарда Шеварднадзе был освобождён. В 1992—1993 годах — государственный министр по вопросам Абхазии, после чего прекратил политическую деятельность.
17 февраля 2004 года назначен государственным министром по урегулированию конфликтов, 21 июля 2006 был снят с поста. 31 июля 2006 года стал членом правления правозащитной организации «Институт равноправия», выступающей с резкой критикой Саакашвили. Принимал участие в акциях оппозиции в ноябре 2007 года перед зданием грузинского парламента в Тбилиси. 7 ноября 2007 года был в числе митингующих, против которых власти направили полицейский спецназ с дубинками, резиновыми пулями, слезоточивым газом и водомётами. Задержанный Хаиндрава был обвинён в хулиганстве, сопротивлении полиции и употреблении наркотиков.
В 2008 году Хаиндрава был вынужден покинуть «Институт равноправия», из-за конфликта с другими членами организации. В частности, правозащитники обвинили Хаиндраву в связях с российским олигархом Борисом Березовским.
Автор документальных фильмов «Грузинская православная церковь», «Грузия — пробуждение нации», «Автопортрет», «Кладбище грез» (фильм про войну в Абхазии, специальный приз жюри на кинофестивале «Кинотавр» в 1997 году).

## Награды
- Кавалер ордена «За заслуги» (2006 год, Франция)[3]